# Liomesus nassula
Liomesus nassula är en snäckart som beskrevs av Dall 1901. Liomesus nassula ingår i släktet Liomesus och familjen valthornssnäckor. Inga underarter finns listade i Catalogue of Life.